# Flyeralarm Arena
flyeralarm Arena är en fotbollsarena i Würzburg, Bayern, Tyskland. Arenan öppnade 1967 och döptes om till flyeralarm arena 2013 på grund av sponsorrättigheter.  Arena består av två gräsplaner och en konstgräsplan. flyeralarm Arena är hemmaarena till Würzburger Kickers.